# Sociedade Brasileira de Geologia
A Sociedade Brasileira de Geologia é uma entidade técnico-científica que tem por objetivo básico promover o progresso das geociências no Brasil.

## História
A primeira reunião realizada por um grupo de jovens geocientistas, em São Paulo, com o objetivo de criar uma sociedade científica de geologia, aconteceu em 6 de maio de 1945. Dela participaram: Josué Camargo Mendes, Rui Ribeiro Franco, José Setzer Gutmans, Plínio de Lima, Fernando Flávio Marques de Almeida, Jesuino Felicíssimo Junior, Jordano Maniero, William Gerson Rolim de Camargo e Ruy Osório de Freitas. A sociedade nascia de uma dissidência da Associação dos Geógrafos Brasileiros, no momento em que sua Diretoria decidiu enquadrar os geocientistas não geógrafos na categoria de sócios colaboradores, sem os mesmos direitos dos sócios efetivos.
Durante o ano de 1945, como conseqüência dessa reunião, duas circulares foram expedidas para geocientistas, engenheiros de minas e professores de geologia do pais. Em 27 de dezembro, foi então formalizada a criação da Sociedade. Nessa ocasião, foram escolhidos os primeiros 5 sócios efetivos, aos quais se juntariam mais 20, antes da eleição da primeira Diretoria, que viria a ocorrer 4 meses depois. O nome da sociedade, que até hoje é mantido, foi também decidido nesse dia. Era o mesmo nome de uma sociedade criada no Rio de Janeiro em 1940, mas que não chegou a se constituir formalmente.
Até a eleição da primeira Diretoria, Josué Camargo Mendes, o mais jovem do grupo (26) ficou respondendo pela Sociedade Brasileira de Geologia, acumulando as funções de Secretário e Tesoureiro. No Rio de Janeiro, o Prof. Josué conseguiu o apoio da comunidade de geocientistas ali existente bem como autorização para uso do nome. Em abril de 1946, foi formalmente eleita e empossada a primeira Diretoria, que era assim constituída:

### Primeira Diretoria da Sociedade Brasileira de Geologia
- Presidente: Djalma Guimarães
- Vice-Presidentes: Luciano Jacques de Moraes e Octávio Barbosa
- Secretário: Fernando Flávio Marques de Almeida
- Tesoureiro: Josué Camargo Mendes
- Diretor de Publicações: Rui Ribeiro Franco

## Objetivos
De acordo com seu Estatuto, a Sociedade Brasileira de Geologia tem como missão fomentar o conhecimento e o desenvolvimento das geociências, da geologia aplicada e da pesquisa e tecnologia correlata e o aproveitamento racional e sustentável de recursos minerais e hídricos.
Dentro dos temas abrangidos e vinculados à sua missão, a Sociedade terá por fim concretizar os seguintes objetivos, sem a eles limitar-se:
- Congregar de forma associativa todos quantos exerçam atividades que concorrem para concretizar sua missão;
- Realizar periodicamente eventos para promover o encontro de seus associados e, para debater e divulgar as geociências e demais temas de seu objeto, em especial o Congresso Brasileiro de Geologia, de frequência bi-anual;
- Manter intercâmbio com sociedades nacionais e estrangeiras congêneres;
- Incentivar e concorrer para o aperfeiçoamento do ensino, do treinamento e da formação profissional e na especialização de cientistas e técnicos;
- Colher e divulgar informações técnico-científicas de interesse do associado;
- Manter publicações periódicas e/ou seriadas para a divulgação da produção técnico-científica nacional e do noticiário de interesse da Sociedade;
- Estimular e promover a edição e distribuição de livros e outros impressos de interesse técnico-científico e didático;
- Assessorar e colaborar com órgãos públicos e entidades privadas;
- Defender a utilização dos recursos minerais e hídricos segundo os princípios do desenvolvimento sustentável.

## Revista Brasileira de Geociências
A SBG editou de 1952 a 1970 o Boletim da Sociedade Brasileira de Geologia. Em 1971 este boletim foi substituido pela Revista Brasileira de Geociências, sendo que em janeiro de 2013 teve seu nome alterado para Brazilian Journal of Geology e, finalmente, a partir de janeiro de 2016 a revista aceita somente artigos redigidos em inglês. 